# Tilman Zülch

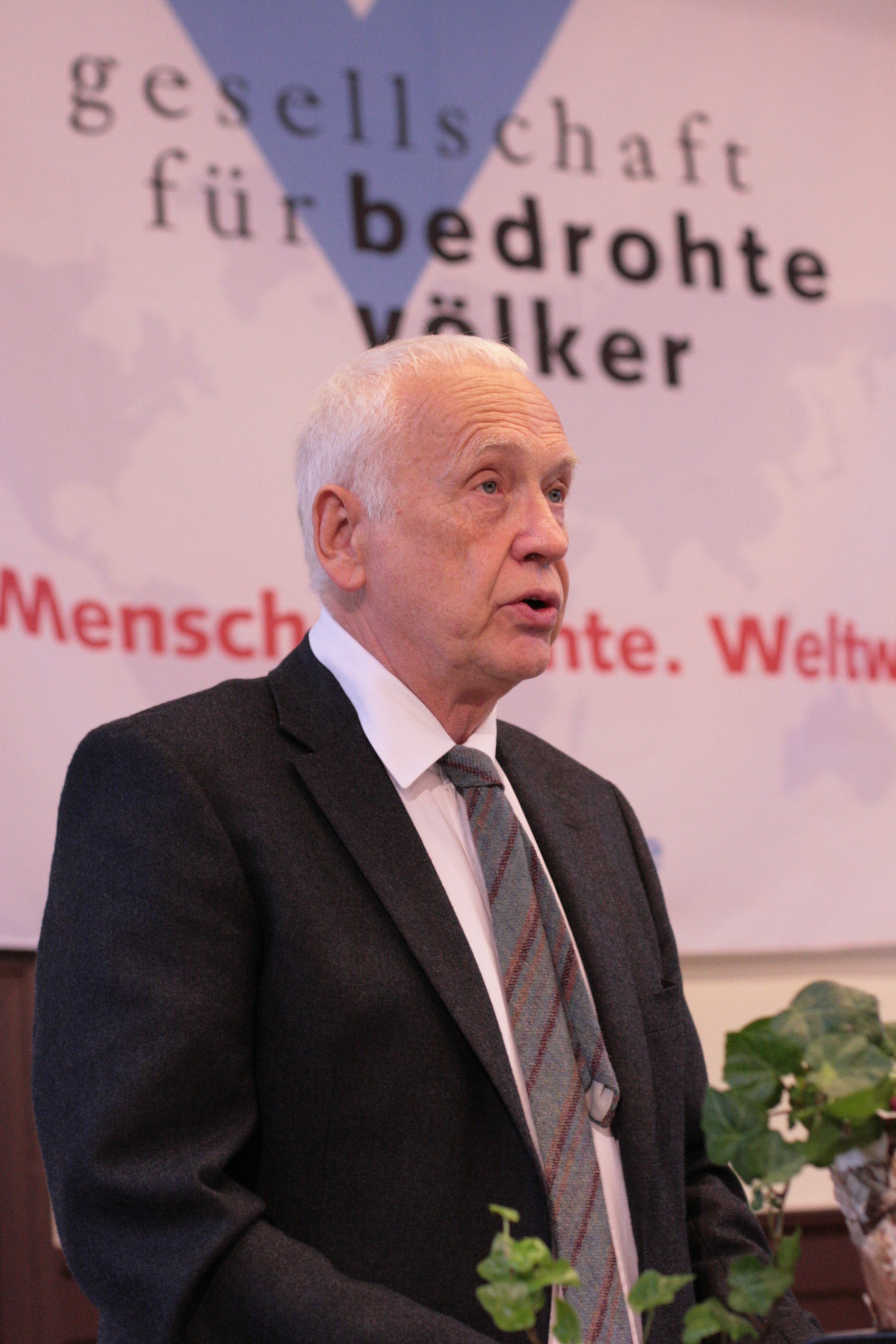
Tilman Zülch (2010)

Tilman Zülch (* 2. September 1939 in Deutsch-Liebau, Reichsgau Sudetenland; † 17. März 2023 in Göttingen) war gemeinsam mit Klaus Guerke Gründer der Gesellschaft für bedrohte Völker International (GfbV) und seit der Gründung bis 2017 deren Generalsekretär.

## Leben
Karl-Tilman Fürchtegott Zülch wurde 1939 im nordmährischen Deutsch-Liebau (heute: Libina, Tschechien) geboren, das im Vorjahr dem Deutschen Reich angegliedert worden war.
Seine Eltern waren der damals im Reichsgau Sudetenland und ab Jahresende 1939 im annektierten Teil Polens als Landrat eingesetzte NSDAP-Funktionär Karl-Hermann Fürchtegott Zülch und Erika Zülch geborene Balzer. Tilman war das mittlere von drei Geschwistern, seine ältere Schwester war Anna Barbara Fürchtegott, die von ihrer Tante Agnes, genannt Anni, adoptiert wurde und nach dieser ab 1966 von Brincken hieß, und die jüngere Uta Fürchtegott Zülch.
Als Jugendlicher in Hamburg engagiert er sich von 1955 bis 1959 in der Bündischen Jugend (autonome Jungenschaft), machte er sein Abitur 1960 am Gymnasium Louisenlund, Kreis Eckernförde. Von 1961 bis 1967 studierte Zülch Volkswirtschaft und Politik in Graz, Heidelberg und Hamburg. 1963 war er zweiter Vorsitzender des Hamburger SHB (Sozialdemokratischer Hochschulbund).
1968 gründete Tilman Zülch in Hamburg gemeinsam mit Klaus Guerke die „Aktion: Biafra Hilfe“ gegen den Völkermord an den Igbo in Biafra/Ostnigeria. Dank der internationalen Luftbrücke der Kirchen wurde Zülch Zeuge dieses Genozids in der von allen Seiten eingeschlossenen und ausgehungerten Region. 1970 ging aus der „Aktion Biafra-Hilfe“ die „Gesellschaft für bedrohte Völker“ hervor.
1980 war Zülch Mitgründer der Grünen (GLG – Grüne Liste Göttingen) in Göttingen, trat aber 1981 wieder aus und war danach parteilos. Von 1985 bis 1989 wurde er mit einem DDR-Einreiseverbot belegt. Seine Stasi-Akte betrachtete er als „Anerkennung“ seiner Arbeit in der Gesellschaft für bedrohte Völker. Zülch war ab 1995 Mitglied der Jury des Menschenrechtspreises der Stadt Weimar und einer der Förderer des Zentrums gegen Vertreibungen.

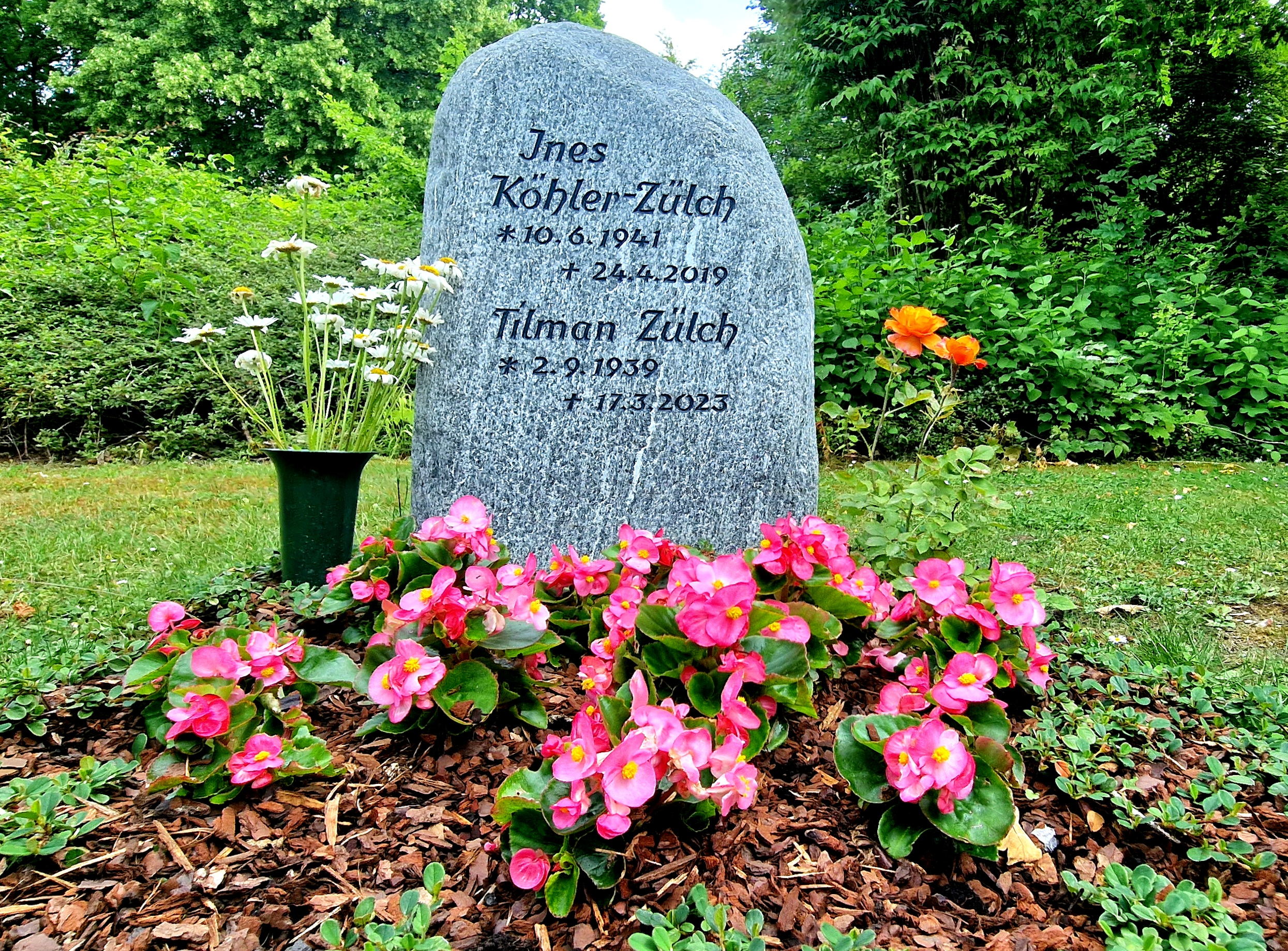
Grabstein Tilman Zülch auf dem Friedhof Junkerberg zu Göttingen, Weende-Nord

Er war mit der Erzählforscherin Ines Köhler-Zülch (1941–2019) verheiratet. Tilman Zülch starb im März 2023 im Alter von 83 Jahren in Göttingen.

## Minderheitenrechte
Hauptanliegen der Gesellschaft für bedrohte Völker ist die Arbeit für ethnisch oder religiös verfolgte Gemeinschaften. Die NGO setzt sich gegen Genozid, Ethnozid und Vertreibung ein. Sie setzt sich für die Anerkennung und Integration von politischen Flüchtlingen und tritt für die Rückkehr Vertriebener in „Würde“ ein. Verbindliche Leitlinien der politisch und ökonomisch unabhängigen internationalen Menschenrechtsorganisation sind die Slogans „Auf keinem Auge blind“ und „Von denen keiner spricht“.  Sie wird von über 15.000 Mitgliedern sowie mehreren 10.000 Spendern und Förderern getragen. Die Gesellschaft für bedrohte Völker International besitzt „Beratenden Status“ beim Wirtschafts- und Sozialrat der Vereinten Nationen (seit 1993) und „Mitwirkenden Status“ beim Europarat (seit 1995). Sie hat nationale Sektionen und Büros in der Schweiz (Bern), Österreich (Wien), Italien (Bozen/Bolzano), Bosnien-Herzegowina (Sarajevo und Srebrenica), Deutschland (Göttingen und Berlin) sowie in Arbil (Autonome Region Kurdistan/Irak), außerdem Repräsentanten in London und Luxemburg.
Zülch verstand Menschenrechtsengagement als kämpferischen Einsatz für verfolgte Minderheiten. Für religiös und ethnisch Verfolgte einzutreten ist nicht zuletzt Verpflichtung, die sich vor allem für Deutschland und Österreich, nicht zuletzt aus den NS-Verbrechen und dem Holocaust ergibt: „Auschwitz“, erklärte Heinrich Böll im März 1970 nach einem Gespräch mit Zülch über Biafra, „darf nicht zur Bremse, sondern muss zum Anlass für Brüderlichkeit werden.“ Deutsche Vergangenheitsbewältigung, so Zülch, darf nicht dazu führen, andere historische Verbrechen, wie die des Stalinismus und der Massenvertreibungen nach 1945, zu tabuisieren und heutigen Genozid kleinzureden oder zu verdrängen. Die Völkermordverbrechen etwa in Tibet, Ostbengalen, Osttimor, Westpapua-Neuguinea, an den Amazonas-Indianern, an den Kurden und assyrischen Christen des Nord-Irak, im Südsudan, in Ostslawonien und Bosnien-Herzegowina waren Schwerpunkte der GfbV-Arbeit unter Leitung von Zülch von den frühen 1970er Jahren an. Um auf die Situation der indigenen Nationen aufmerksam zu machen, organisierte die Menschenrechtsorganisation bereits 1977/78 die erste große Deutschlandrundreise von indigenen Delegierten aus 16 amerikanischen Staaten von Kanada bis Argentinien mit 65 Veranstaltungen, zu denen 30.000 Teilnehmer kamen.
Mit der Herausgabe des seit Kriegsende ersten, dem 35 Jahre lang tabuisierten Völkermord an Sinti und Roma gewidmeten Bandes im Rowohlt-Verlag und einer anschließenden dreijährigen Kampagne setzte Zülch eine umfassende Berichterstattung in den deutschsprachigen Medien über diesen nationalsozialistischen Genozid in Gang, bewog den Bundespräsidenten und den Bundeskanzler zur öffentlichen Anerkennung der NS-Verbrechen an den deutschen und europäischen „Zigeunern“, brachte eine erste Rentenlösung als Wiedergutmachung für die Jahre der Verfolgung von Angehörigen der ethnischen Minderheit auf den Weg, setzte die Bezeichnungen „Sinti“ und „Roma“ durch und initiierte die staatliche Förderung selbstverwalteter Sinti- und Roma-Büros, die es heute in den meisten Bundesländern gibt. Die im Zuge dieser Kampagne seit dem Oktober 1979 entstandene Bürgerrechtsbewegung der deutschen Sinti und Roma setzt diese Arbeit bis heute fort.
Zülchs langjähriges Engagement in der Gesellschaft für bedrohte Völker galt auch unterdrückten Minderheiten und Dissidenten in den kommunistischen Staaten Osteuropas, gegen Genozid und Vertreibung in Afghanistan und gegen sowjetische Waffenlieferungen an Militärdiktaturen in der Dritten Welt. Von 1985 bis 1989 erhielt Zülch Einreiseverbot in die DDR. In seiner Stasi-Akte werden Zülch und der Gesellschaft für bedrohte Völker subversive Tätigkeit gegen die DDR und Zusammenarbeit mit dem britischen Geheimdienst vorgeworfen. Nicht weniger absurd war die Observierung durch den Hamburger Verfassungsschutz (1973–1978) mit der Begründung, schwarz-afrikanische Kommunisten hätten die Menschenrechtsorganisation unterwandert. Die südsudanesischen und biafranischen GfbV-Mitglieder waren jedoch als Genozid-Flüchtlinge auch Opfer sowohl sowjetischer wie westlicher Waffenlieferungen an die Regierungen Nigerias und des Sudan.
Zülch war ab 1970 Herausgeber des Magazins pogrom, eines Fachblattes zur Situation ethnischer und religiöser Minderheiten und indigener Völker (Ureinwohner). Die erste Ausgabe dieser Zeitschrift erschien 1970 unter dem Namen „bedrohte Völker - pogrom“. Unter dem Namen „pogrom“, später dann „bedrohte Völker-pogrom“ erschien diese Zeitschrift 2020 im 51. Jahrgang. Danach wurde diese GfbV-Zeitschrift in „Für Vielfalt“ umbenannt. Sie berichtet regelmäßig alle zwei Monate und aktuell über verfolgte ethnische und religiöse Minderheiten, Nationalitäten sowie indigene Völker in aller Welt.
Bereits im Dezember 1989 initiierte Zülch die Gründung der GfbV-DDR in Ost-Berlin, an der sich auch Vertreter der Sorben und viele langjährige Freunde der Menschenrechtsorganisation beteiligten, die sich seither offiziell engagieren durften. Im Januar und März 1990 lancierte er eine Kurzdokumentation über den Tod von etwa 70.000 Deutschen in den Speziallagern der sowjetischen Besatzungszone und der DDR (1945–1950), die breiten Eingang in die Medien der Noch-DDR fand und auch Grundlage eines Spiegel-Reports war.
In den Jahren 1987/88 und 1990/91 engagierte sich Zülch, gemeinsam mit Alexander von Sternberg, gegen deutsche Waffenlieferungen an den Irak, vor allem durch die Firmen Pilot Plant und Karl Kolb, die am Aufbau einer irakischen Giftgasindustrie führend beteiligt waren. Im August 1987 wurde die GfbV dann vom Bonner Landgericht mit einer Strafe von zwei Mal DM 500.000 für den Fall der „wiederholten Verleumdung“ der beiden Firmen belegt. Untersagt wurde die Behauptung, die beiden Firmen hätten die Vernichtung kurdischer und assyrisch-aramäischer Dorfgemeinschaften ermöglicht. Dieses Gerichtsurteil wurde später vom Kölner Oberlandesgericht aufgehoben. Die verantwortlichen Unternehmensleiter wurden drei Jahre später kurz in Untersuchungshaft genommen. Im September 1990 deckte Zülch, gemeinsam mit A. Sternberg-Spohr, den Bruch des Waffenembargos für den Irak durch die Firma MBB auf.
Ab April 1991 engagierte sich Zülch besonders für die Opfer von Krieg und teilweisem Genozid in Kroatien, Bosnien, dem Kosovo und gegenwärtig für die verfolgten kosovarischen Roma und Aschkali durch albanische Extremisten. Er publizierte das erste in westlichen Ländern erschienene Buch über den Genozid an bosnischen Muslimen, auf dessen Vorab-Manuskript sich der damalige deutsche Post- und Telekommunikationsminister Christian Schwarz-Schilling berief, als er aus Protest gegen die Bosnienpolitik der Bundesregierung seinen Rücktritt erklärte. 1999 gab Zülch für die GfbV Dokumentationen über den Genozid an den Kosovo-Albanern sowie über die Vertreibung der Roma und Aschkali im Kosovo heraus. Vor allem die Medienarbeit für Bosnien erhielt 1992 bis 1995 weit über Deutschland hinaus ein internationales Echo in Westeuropa und Nordamerika.

## Auszeichnungen
- 1982: Geo-Umweltpreis
- 1993: Ehrenmitgliedschaft des Bundes Stalinistischer Verfolgter e. V., Landesverband Sachsen-Anhalt
- 1996: Niedersachsenpreis für Publizistik
- 1996: Silberorden des Wappens des (multiethnischen) Präsidiums der Republik Bosnien und Herzegowina, überreicht von Präsident Alija Izetbegović
- 2001: Ehrenmitgliedschaft des Verbandes der weiblichen Häftlinge Bosnien Herzegowinas
- 2001: Jahresplakette des Bundes der Vertriebenen (BDV) „Für den Einsatz um die Menschenrechte der deutschen Vertriebenen“
- 2002: Bundesverdienstkreuz
- 2003: Menschenrechtspreis der Sudetendeutschen Landsmannschaft (2002 erstmals an Emilie Schindler verliehen)
- 2003: Göttinger Friedenspreis als „Anerkennung des Lebenswerkes in der Gesellschaft für bedrohte Völker“
- 2006: „Srebrenica Award against Genocide“ 2006 der Mütterbewegungen von Srebrenica
- 2006: Menschenrechtspreis „Sloboda“ (Freiheit) des Antikriegszentrums Sarajevo
- 2010: Europäischer Sozialpreis zu Eschweiler[7]
- 2012: Integrationspreis der Stiftung Apfelbaum
- 2014: Europäischer Bürgerrechtspreis der Sinti und Roma
- 2014: Ehrenbürgerschaft von Sarajevo[8]

## Schriften
- Mit Klaus Guerke: Biafra, Todesurteil für ein Volk? Lettner Verlag, Berlin 1968 (mit einem Vorwort von Golo Mann)
- Mit Klaus Guerke: Soll Biafra überleben? Lettner Verlag, Berlin 1969 (mit einem Vorwort von Golo Mann)
- Von denen keiner spricht. Verfolgte Minderheiten, Rowohlt, Reinbek 1975
- In Auschwitz vergast, bis heute verfolgt – zur Situation der Roma (Zigeuner) in Europa. Rowohlt, Reinbek 1979 (mit einem Vorwort von Ernst Tugendhat)
- Mit Donald Kenrick und Grattan Puxon: Die „Zigeuner“, verkannt, verachtet, verfolgt. Niedersächsische Landeszentrale für Politische Bildung, Hannover 1980
- Mit Johannes Vollmer: Aufstand der Opfer – Verratene Völker zwischen Hitler und Stalin. Pogrom Taschenbücher, Göttingen 1986
- Völkermord an den Kurden, Luchterhand, Hamburg/Zürich 1991
- Mit Inse Geismar: Genozid im Irak – Verfolgung und Vernichtung von Kurden und assyrischen Christen 1968 bis 1990. Menschenrechtsreport der GfbV, Göttingen 1991
- „Ethnische Säuberungen – Völkermord für Großserbien“. Luchterhand, Hamburg/Zürich 1993 / „Etničko čišćenje“ – Genocid za „Veliku Srbiju“, Sarajevo 1996
- Die Angst des Dichters vor der Wirklichkeit. 16 Antworten auf Peter Handkes „Winterreise nach Serbien“. Steidl Verlag, Göttingen 1996
  - Pjesnikov Strah od stvarnosti – 16 odgovora na P. Handkeovo „Zimsko Putovanje u Srbiju“, Sarajevo 1997, Vijeće Kongresa bošnjačkih intelektualaca i institut za istraživanje zločina protiv čovječnosti i međunarodnog prava
- Bis der letzte „Zigeuner“ das Land verlassen hat – Massenvertreibung der Roma und Aschkali aus dem Kosovo. (mit einem Appell von Günter Grass) Menschenrechtsreport der GfbV, Göttingen 1999